# Flipotte
Flipotte er en fransk stumfilm fra 1920 af Jacques de Baroncelli.

## Medvirkende
- Gabriel Signoret
- Suzanne Bianchetti
- Andrée Brabant
- Jeanne Cheirel